# Ameristar Jet Charter
Ameristar Air Cargo, Inc. es una aerolínea de carga y pasajeros americana con sede en Dallas, Texas, EE. UU.. Opera servicios de carga y pasajeros en las Américas, y actúa también como broker aéreo para otras compañías de carga. Su base de operaciones principal está en el aeropuerto de Addison al norte de Dallas, con bases secundarias en el aeropuerto de Willow Run y el aeropuerto internacional de El Paso

## Historia
La aerolínea comenzó a operar el 4 de septiembre de 2000 y es propiedad de Tom Wachendorfer (presidente de la aerolínea), quien también posee Ameristar Jet Charter. Las operaciones de pasajeros comenzaron con un Boeing 737-200 en septiembre de 2005.  entre sus pasajeros se incluyen celebridades del deporte y el entretenimiento, equipos de atletismo, e individuos de alto standing.
En 2008, un 737-200 de Ameristar fue pintado para ser usado en la película, The Kingdom.

## Flota

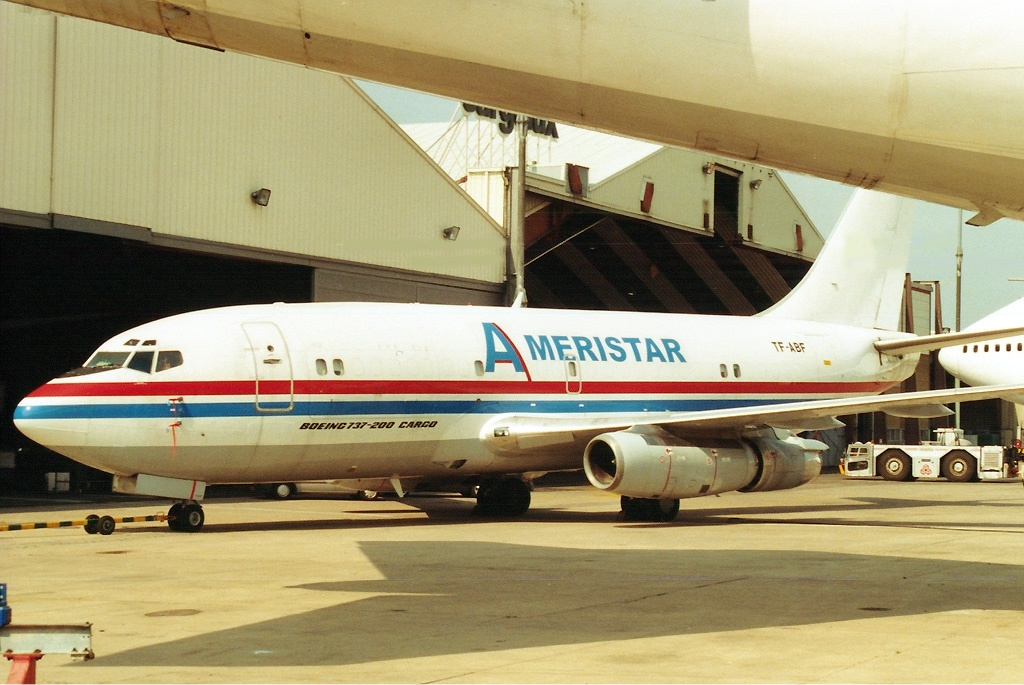
Boeing 737-200 de Ameristar Air Cargo

La flota de Ameristar Air Cargo incluye las siguientes aeronaves (en diciembre de 2011):
- 1 Boeing 737-2H4
- 3 McDonnell Douglas DC-9-15F
- 2 McDonnell Douglas MD-83

Operados por Ameristar Charters :
- 2 Boeing 737-200C
- 13 Dassault Falcon 20
- 12 Learjet 24
- 5 Learjet 25
- Beechcraft 90